# Byte Code Engineering Library
Byte Code Engineering Library (сокр. BCEL) — проект Apache Foundation, подпроект Jakarta, представляющий собой API для декомпиляции, изменения и повторной компиляции файлов классов Java (состоящих из байт-кодов). Проект изначально был задуман и разработан Маркусом Дамом, а впоследствии — безвозмездно передан Apache Jakarta foundation 27 октября 2001 года. На данный момент Java-ориентирован и не поддерживает байт-коды .NET, Python и т. д.

## Использование
BCEL — простая библиотека, которая разбирает Java-класс на объекты существовавших в нём конструкций (в отличие от обычных дизассемблеров, которые просто генерируют ассемблерный код). Эти объекты поддерживают операции по изменению своих байт-кодов, а за одно и генерацию новых (вставкой их в существующий код или с помощью генерации нового класса целиком). Библиотека BCEL используется в реализации следующих функций приложений:
- Компиляция, декомпиляция и обфускация байт-кодов
- Производительность и профилирование

Например, в код могут быть введены специальные фрагменты, замеряющие производительность или получающие информацию о работе части программы.
- Внедрение новой семантики языка

К примеру, элементы аспектно-ориентированного программирования в Java были введены путём пересборки классов с помощью BCEL